# Myotis izecksohni
Myotis izecksohni é uma espécie de morcego da família Vespertilionidae. Ocorre no Brasil, no bioma da Mata Atlântica nas regiões Sudeste e sul, e possivelmente no Uruguai.